# OpenACC
OpenACC (开源加速器（ Open Accelerators）的简称) 是一个由克雷公司，CAPS公司，輝达公司和PGI公司共同开发的平行處理程式設計标准。设计这个标准的初衷是为了简化异构计算（CPU/GPU）系统的平行程式設計。
正如在OpenMP中那样，程式設計師可以通过在C、C++和Fortran 源代码中添加注释以指明哪些代码段需要使用编译指令或其他函数加速。 与OpenMP 4.0或其更新的版本类似，OpenACC的代码既可以在CPU上启动，也可以在GPU上启动。